# Nhài thuốc

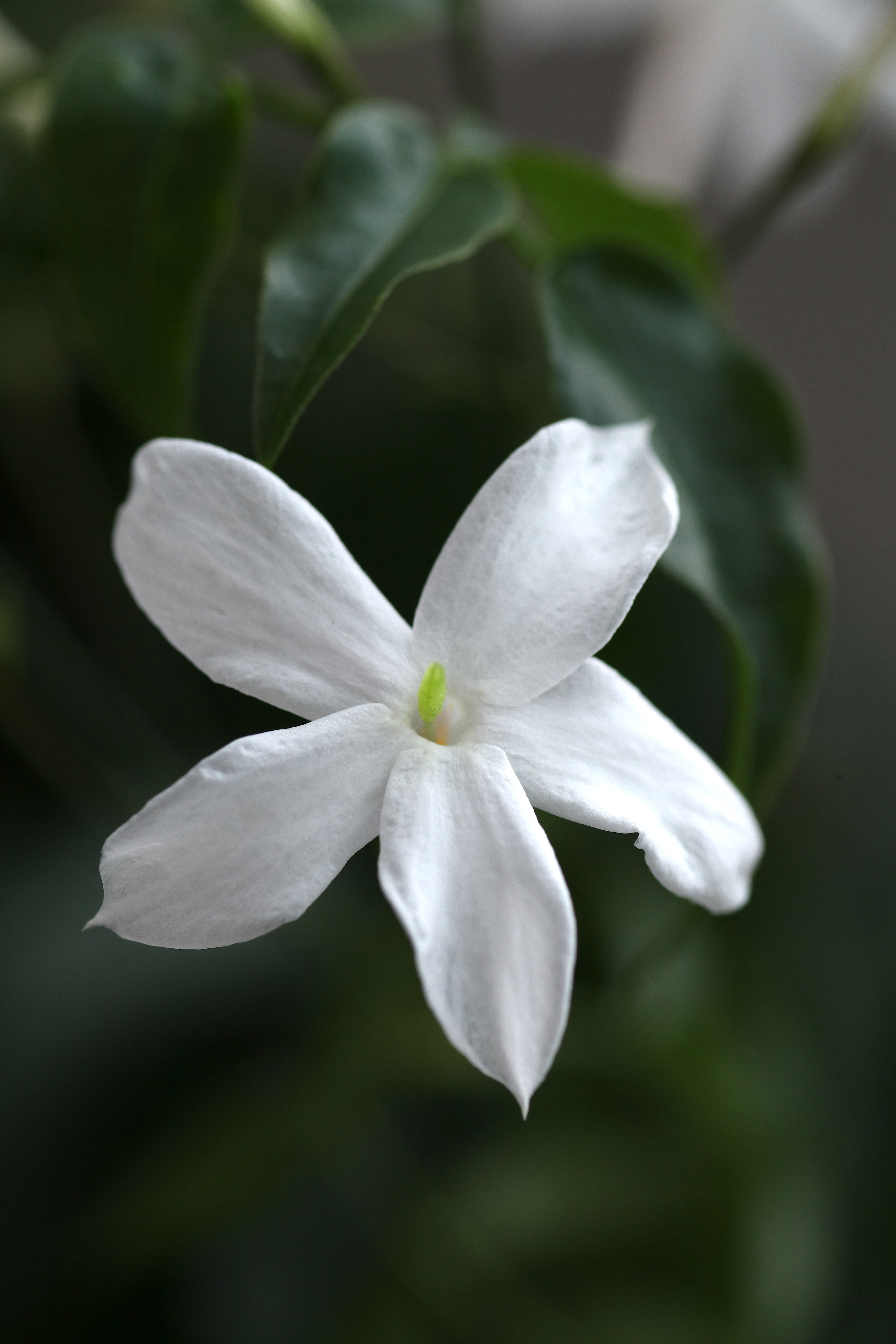
Jasminum officinale, chụp gần hoa

Nhài thuốc hay còn gọi hoa tố phương (danh pháp hai phần: Jasminum officinale) là một loài thực vật có hoa thuộc chi Nhài. Thoe ghi chép trong The Garden Flowers of China của tác giả H.L. Li thì loài này đã từng được trồng từ rất lâu ở Trung Á. Vào thế kỷ III trong một số văn bản cổ của Trung Hoa, một số loài trong chi Nhài đã được xác định là J. officinale và J. sambac. Các văn bản tiếng Trung ở thế kỷ IX đã ghi nhận loài Nhài thuốc được đem đến Trung Quốc từ Byzantium. Tên gọi latin trong danh phần thứ hai -officinale có nghĩa là dùng làm thuốc.

## Hình ảnh

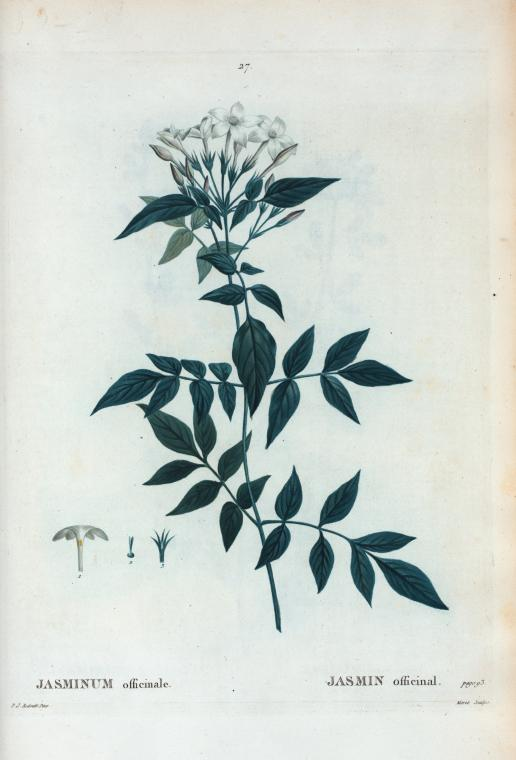
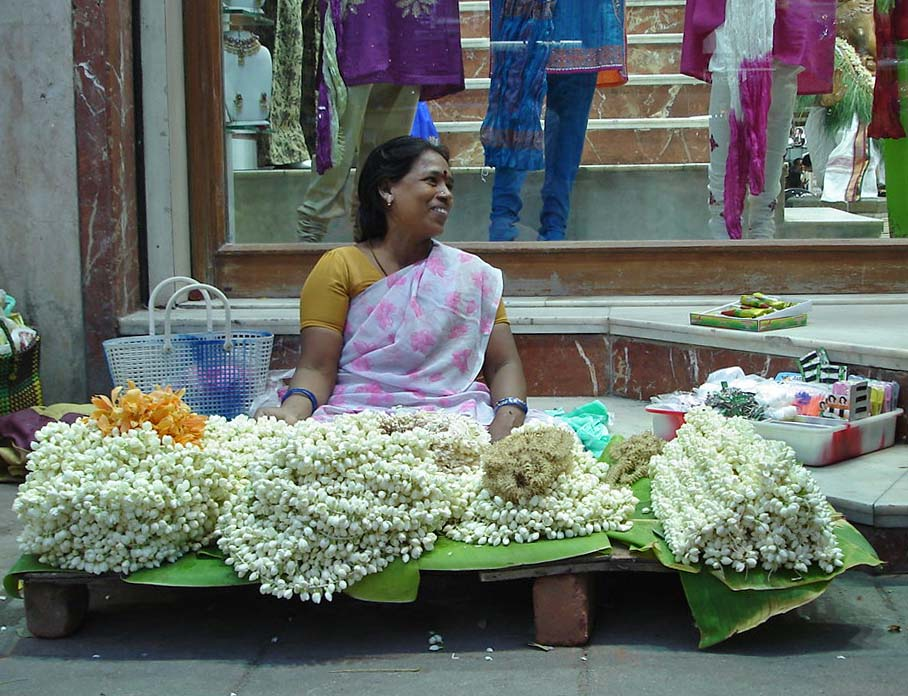
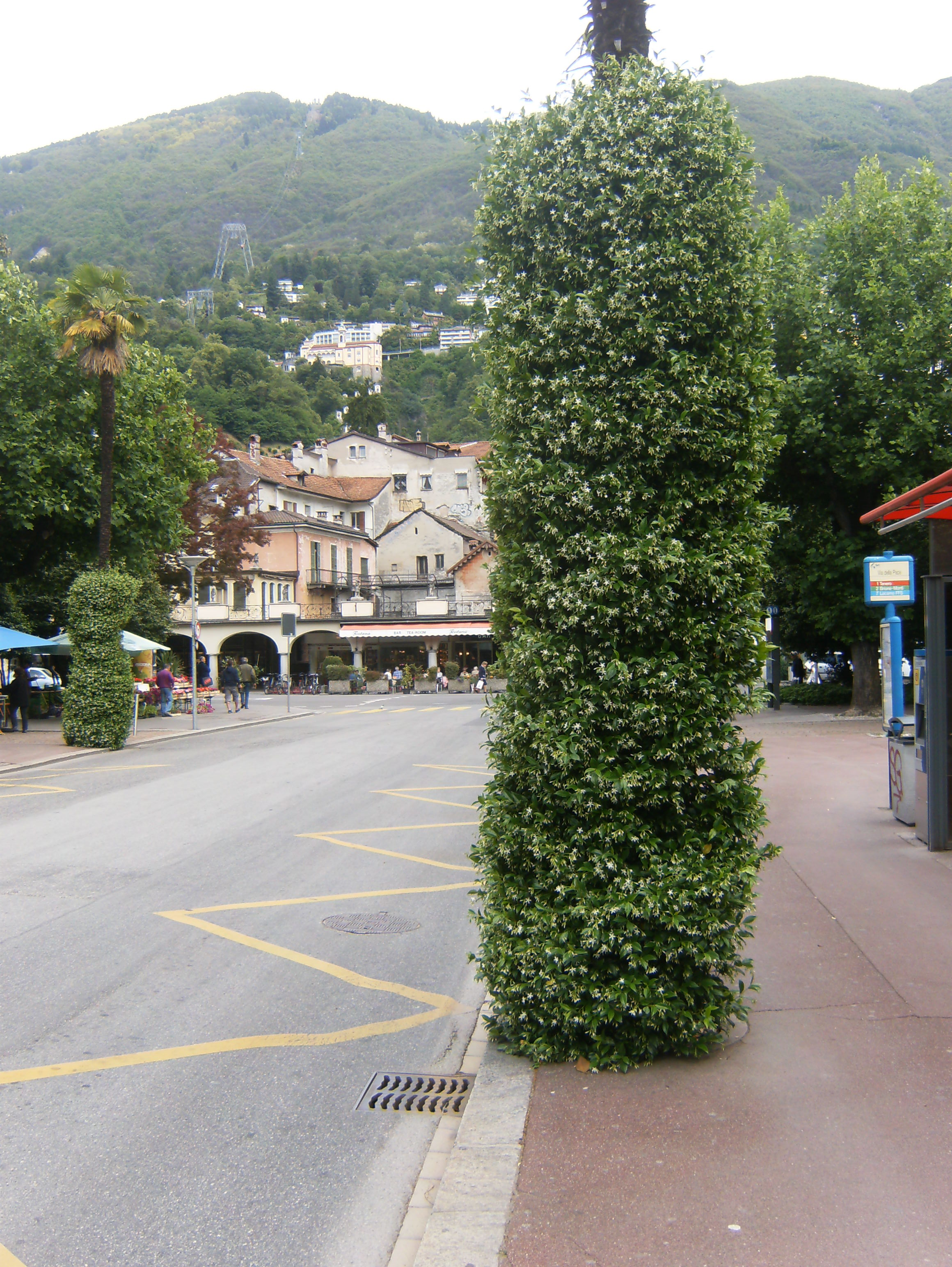